# The Beautiful People
The Beautiful People (englisch für „die schönen Menschen“) ist ein Lied der US-amerikanischen Rockband Marilyn Manson. Der Song ist die erste Singleauskopplung ihres zweiten Studioalbums Antichrist Superstar und wurde am 22. September 1996 veröffentlicht. Infolge des Stücks gelang der Band der kommerzielle Durchbruch.

## Inhalt
The Beautiful People ist ein gesellschaftskritisches Lied. Dabei stellt es die reichen und schönen Leute, den armen und hässlichen Menschen gegenüber. Doch letztendlich seien auch die Erfolgreichen in ihren Machtbestrebungen und ihrem Narzissmus nur Gefangene der bestehenden Gesellschaft und der Religion. Übergeordnete Themen sind auch die Theorie des Sozialdarwinismus und dessen Verbindungen zu verschiedenen wirtschaftlichen und politischen Systemen, wie Kapitalismus und Faschismus.

“Hey, you, what do you see?

Something beautiful or something free?

Hey, you, are you trying to be mean?

If you live with apes, man, it’s hard to be clean

The beautiful people, the beautiful people (ah)”

## Produktion
Der Song wurde von dem Nine-Inch-Nails-Mitglied Trent Reznor und dem Musikproduzenten Dave Ogilvie sowie von Marilyn Manson selbst, der als Co-Produzent fungierte, produziert. Als Autoren fungierten die Marilyn-Manson-Mitglieder Marilyn Manson und Twiggy Ramirez.

## Musikvideo
Bei dem zu The Beautiful People gedrehten Musikvideo, das in einem verlassenen Gebäude aufgenommen wurde, führte die italienisch-kanadische Regisseurin Floria Sigismondi Regie. Es verzeichnet auf YouTube über 200 Millionen Aufrufe (Stand Dezember 2020) und ist somit das meistgesehene Video der Gruppe.
Zu Beginn sind schnell-geschnittene Nahaufnahmen von kriechenden Regenwürmern, Puppenköpfen und -händen, medizinischen Geräten sowie marschierenden Stiefeln zu sehen. Die Band, deren Mitglieder alle grell-geschminkt und bizarr gekleidet sind, spielt den Song in einem klassenzimmerähnlichen Raum, in dem sich medizinische Prothesen und Laborgeräte befinden. Zwischendurch wird Sänger Marilyn Manson gezeigt, der in einem langen, kleidähnlichen Kostüm auf Stelzen umhergeht. In einer schwarz-weißen Sequenz läuft er zum offenen Fenster des Gebäudes und lässt sich von einer jubelnden Menschenmenge huldigen. Später lässt er die Leute um sich herumlaufen und schaut dabei auf sie herab. In einigen Szenen trägt Marilyn Manson zudem eine Halskrause bzw. einen Wangenspreizer.
Bei den MTV Video Music Awards 1997 wurde das Musikvideo in den Kategorien Best Rock Video, Best Visual Effects und Best Art Direction nominiert, konnte jedoch keinen der Preise gewinnen.

## Single

### Covergestaltung
Die Single wurde mit zwei verschiedenen Covern und Titellisten veröffentlicht. Die erste Version ist schwarz-weiß und zeigt Marilyn Manson in einem der Kostüme des Musikvideos – grell geschminkt und mit Glatze. Er trägt eine Fliegerbrille auf dem Kopf und blickt den Betrachter ernst an. Unten links im Bild befinden sich die schwarzen Schriftzüge The Beautiful People und marilyn manson. Der Hintergrund ist grau gehalten. Auf dem Cover der zweiten Version ist Marilyn Mansons Gesicht doppelt zu sehen. Er sieht den Betrachter mit weit geöffneten Augen an. Links im Bild stehen, von unten nach oben geschrieben, die Schriftzüge The Beautiful People in Beige und marilyn manson in Rot. Der Hintergrund ist grünlich verschwommen.

### Titellisten
Version 1
1. The Beautiful People – 3:38
2. The Horrible People – 5:12
3. Sweet Dreams (Are Made of This) – 4:53
4. Cryptorchid – 2:48
5. The Beautiful People (Video) – 3:47
6. Sweet Dreams (Are Made of This) (Video) – 4:53

Version 2
1. The Beautiful People – 3:38
2. Cryptorchid – 2:48
3. Snake Eyes and Sissies – 4:07

### Chartplatzierungen
The Beautiful People stieg am 7. Juni 1997 auf Platz 18 in die britischen Charts ein und konnte sich drei Wochen in den Top 100 halten. Ebenfalls die Charts erreichte die Single unter anderem in Neuseeland, Australien und den Niederlanden. Dagegen konnte der Song sich im deutschsprachigen Raum und in den Vereinigten Staaten nicht platzieren.
| ChartsChartplatzierungen     | Höchstplatzierung | Wochen |
| ---------------------------- | ----------------- | ------ |
| Vereinigtes Königreich (OCC) | 18 (3 Wo.)        | 3      |

### Auszeichnungen für Musikverkäufe
The Beautiful People wurde im Jahr 2020 für mehr als 200.000 Verkäufe im Vereinigten Königreich mit einer Silbernen Schallplatte ausgezeichnet. Zudem erhielt es 1997 in Schweden eine Goldene Schallplatte für über 15.000 verkaufte Einheiten
| Land/Region                  | Auszeichnungen für Musikverkäufe (Land/Region, Auszeichnung, Verkäufe) | Verkäufe |
| ---------------------------- | ---------------------------------------------------------------------- | -------- |
| Neuseeland (RMNZ)            | Platin                                                                 | 30.000   |
| Schweden (IFPI).             | Gold                                                                   | 15.000   |
| Vereinigtes Königreich (BPI) | Silber                                                                 | 200.000  |
| Insgesamt                    | 1× Silber · 1× Gold · 1× Platin ·                                      | 245.000  |